# Orange sans acidité
Variété
Classification phylogénétique
Les oranges sans acidité ou orange douce (terme ambiguë), orange douceâtre sont un groupe d'oranges dont le jus a une très faible acidité, le pH est élevé de l'ordre du double d'une orange blonde ou d'une navel.
« Elles sont appréciées par les populations du Bassin méditerranéen et du Moyen-Orient » écrit R. Huet (1984), « elles sont très appréciées dans les pays arabes, ainsi que parmi les peuples d'Amérique du Sud descendants d'Espagnols et de Portugais » Chapot et Huet (1964).

## Agrumes à fruits doux
La pulpe des agrumes contient divers acides (acide citrique, malique, succinique, maIonique, acide L-ascorbique, etc.) qui varient de 5 à 10 % chez l'orange à 50 à 70 % des solides solubles chez le citron ou la lime. De longue date des mutants d'agrumes à fruits doux faiblement ou très faiblement acides ont été sélectionnés chez les oranges, les citrons, les limes, les limettes, les cédrats. La génomique (2019) a montre que les gènes CitPH1 et CitPH5 qui sont normalement exprimés chez les agrumes acides voient leur expression est fortement réduite dans variétés sans acidité au goût sucré. Une mutation perturbent le travail des facteurs de transcription. Le gène pléiotropique CitAN1 qui régule l'acidité via une action sur les précédents agit aussi sur le niveau d'anthocyane (coloration).

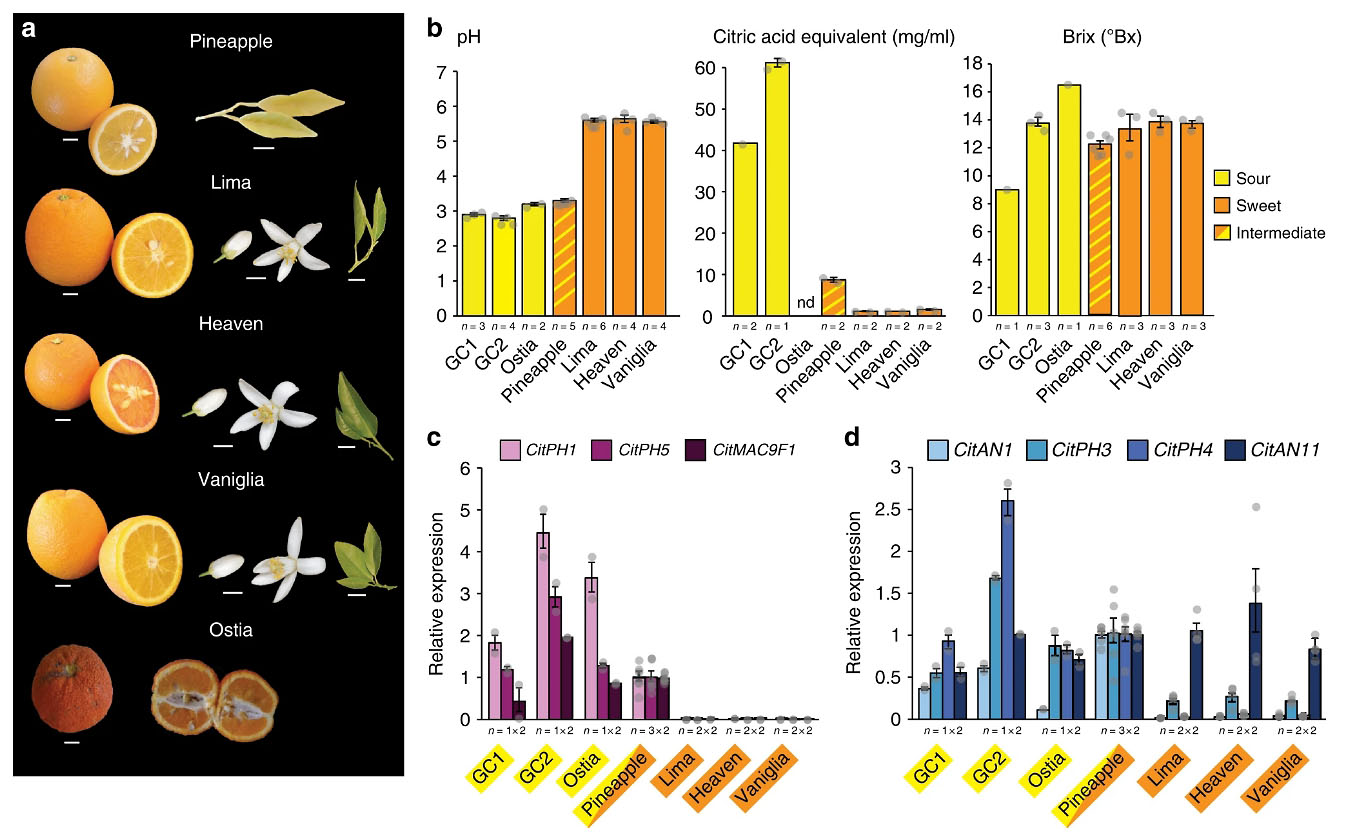
pH, acide titrable et teneur en solides solubles chez les oranges sans acidité 'Lima', 'Heaven' et 'Vaniglia' (Pamela Strazzer et al. 2019).

En 2021 les nombreuses (877) insertions d'éléments transposables associées à une variation de l'acidité du fruit ont été publiées.
Ces agrumes sont largement consommés et le jus sans acidité sont utilisés pour corriger les jus de fruits. Les obtenteurs ont tenté la mise au point d'hybrides peu acides, de bons résultats ont été obtenus avec les pamplemousses sans acidité. L'hybridation de l'orange sans acidité avec des oranges normalement acides est moins productive, beaucoup d'hybrides ont des acidités supérieures à 1,6 %, moyenne 2 %.

## Dénomination
L'orange sans acidité est nommée douce (qui prête à confusion puisque les oranges communes et le naval sont regroupées dans les oranges douces) ou douceâtre en français, acidless en anglais, dolce en italien, sucrena (nom de variété) en Espagne, meski en Méditerranée orientale et méridionale, lokkum ou tounsi (qui signifie Tunisie) en Turquie, succari en Égypte, indistinctement Laranja Lima au Brésil. En japonais スイート・オレンジ (Suīto orenji).

## Description

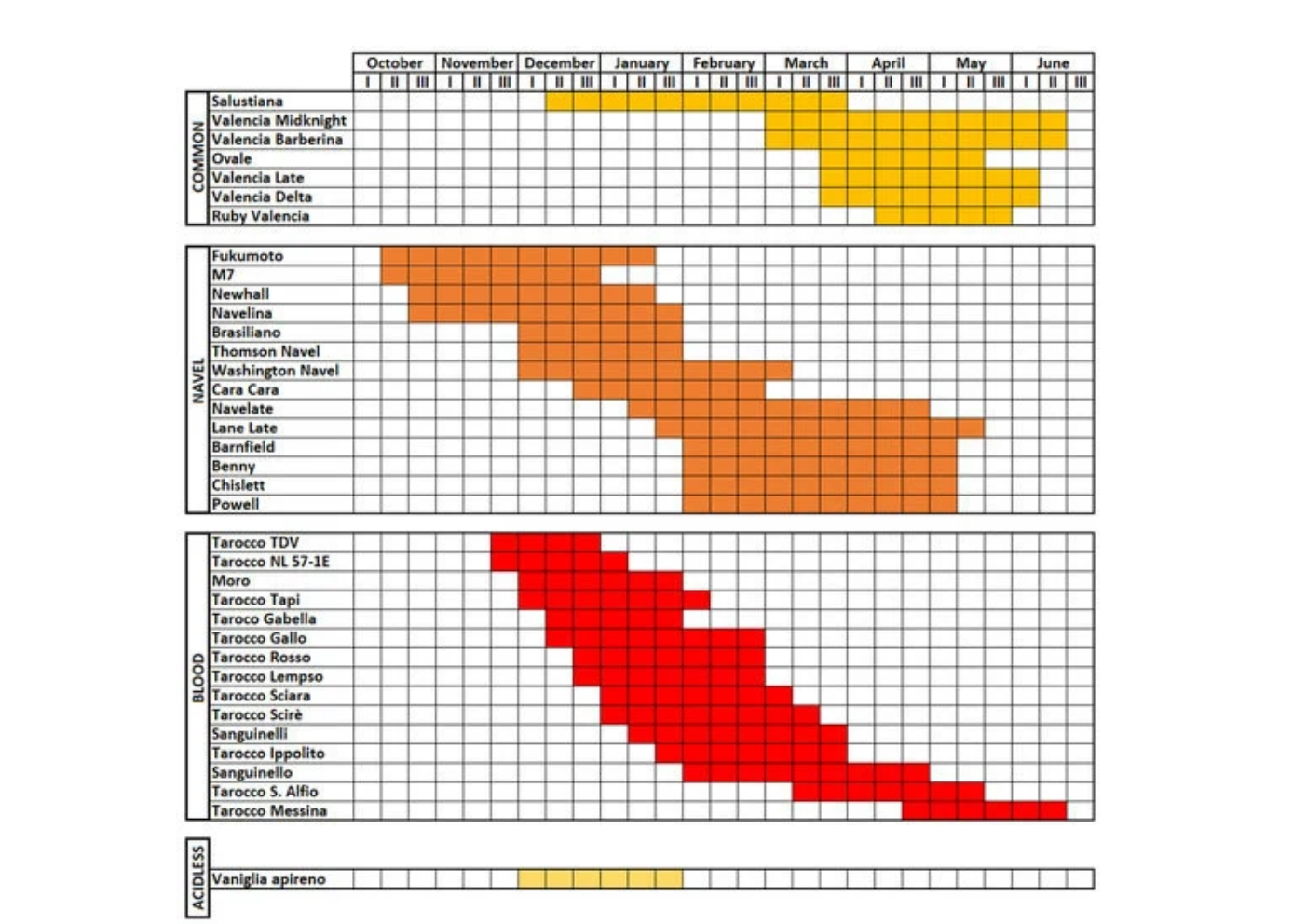
Vaniglia (en bas) est hâtive, décembre, janvier

En 1980, 10% des plantations brésiliennes étaient sans acidité, en 2010 ce pourcentage est tombé à 1%.

### Acidité
L’acide citrique prédomine dans les variétés d'agrumes acides, l’acide malique le dépasse rapidement chez les non acides. Le fructose peut être synthétisé depuis de l'acide citrique chez ces dernières où directement depuis le glucose. L’accumulation de sucre et d’acide organique se produit des premiers stades de développement des fruits.
Dans leur article sur les oranges douces, H. Chapot et R. Huet décrivent «une presque totale insapidité [lire insipidité = sans gout]». À côté de la très faible teneur en acides la teneur en saccharose est également faible (25 à 33 % de la teneur en sucres réducteurs d'une orange douce). Roberto Pedroso de Oliveira et al. confirment: ce sont des oranges à faible acidité (acidité d'environ 0,12 %) soit 10 fois moins qu'une orange commune, la teneur moyenne en sucre étant assez élevée au Brésil 10 ° Brix.

### Les cultivars

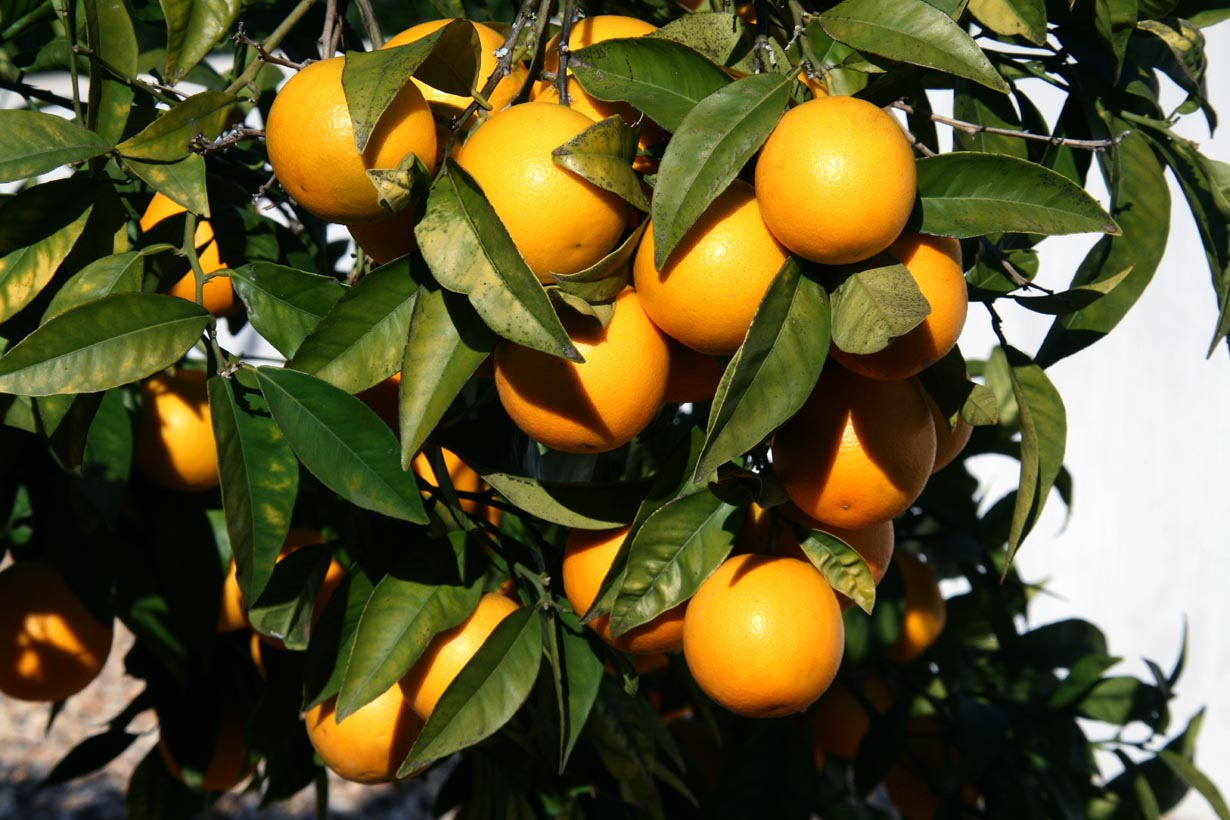
Orange sans acidité Vaniglia

Le même cultivar peut avoir plusieurs noms
- 冰糖橙 (Bīngtáng chéng) Orange sucre candi. Sur la base de séquences du génome Lun Wang et al. (2021) distinguent un groupe à faible teneur en acide avec 'Bing Tang Cheng' originaire de Chine du sud[5].

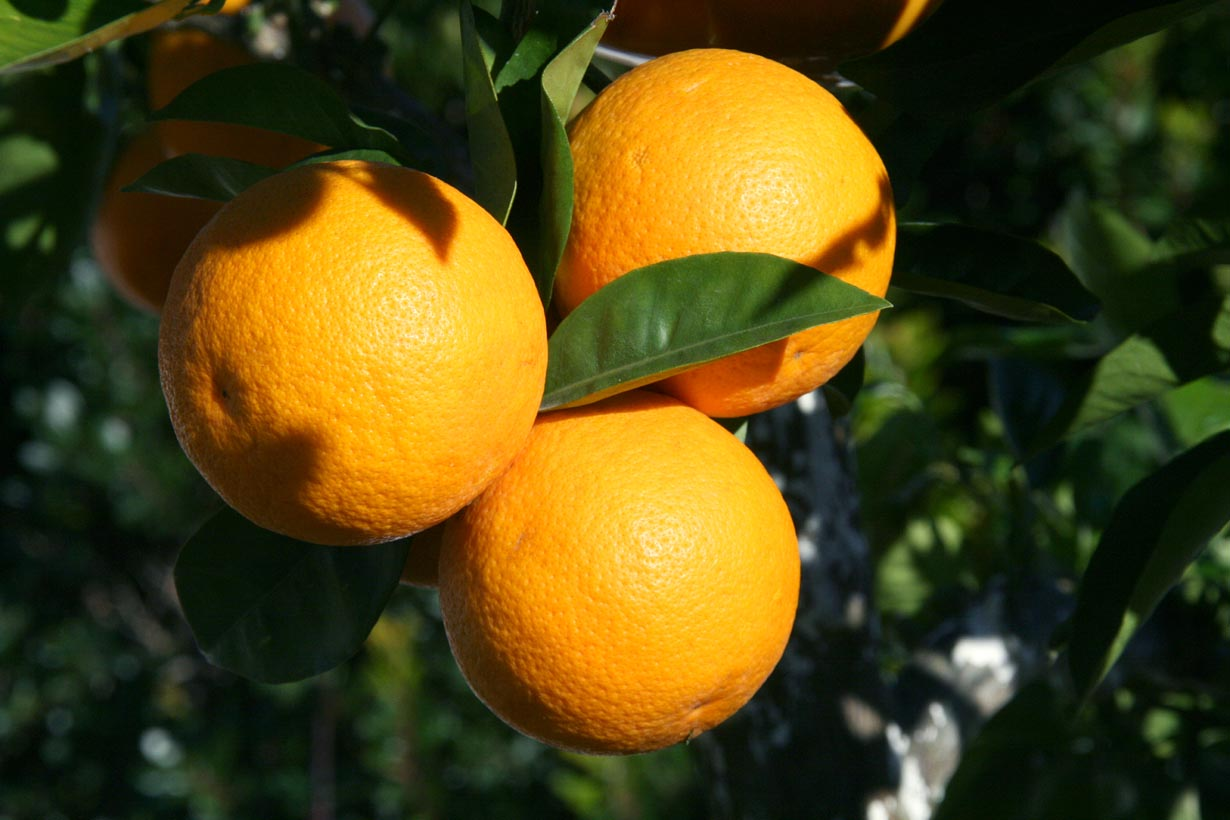
Orange Gosset sans acidité

- Orange Gosset sans acidité'Bo Rouhaïne Meski' mutant de 'Bo Rouhaïne'[1], :fruit aplati à ombilic saillant , ne pas confondre avec 'Maltaise Meski' longue et ovale comme une Maltaise blonde,
- 'Gosset', ce cultivar aurait été rapporté d'Algérie à Collioure par M. Gosset. Le pépiniériste Michel Baches l'a reproduite[13] elle est moins insipide que les pures sans acidité,
- 'Heaven' semblable à 'Lima'[14]
- 'Imperial' (voir 'Sucrena') sans acidité portugaise (à noter une orange à faible teneur en acide: Laranja de Ermelo orange d'Ermelo),
- 'Lima', laranja lima[15]: cultivar brésilien (São Paulo et Rio Grande do Sul) à fruit précoce[16], le plus cultivé des d'oranges sans acidité (500 000 t produite chaque année - 2009)[17], proche 'Pera lima', ‘Céu’, ‘Lima Sorocaba’ mutant de Lima 1995, ‘Lima Tardia’ mutant de ‘Pêra’ (Minas Gerais), ‘Lima Verde’, ‘Lima Mineira’, ‘Serrana’, 'Piralima' est un mutant sélection en 1929. Les obtentions actuelles sont ‘BRS Céu Graúda’, ‘BRS Céu Laura’ gros fruit de 130 g. À noter en orange très peu acide Laranja 'Serra d'água'[18],
- 'Maltaise Meski' Maroc, ou 'Maltaise douce', Tunisie, Meski (musqué) est plutôt rondes avec nombreux pépins.
- 'Maltese', forme italienne d'orange sans acidité,
- 'Moghrabi' de Souihla ( préfecture de Marrakech),
- 'Reale' de Souihla ( préfecture de Marrakech)[2],
- 'Shamouti Moghrabi', mutant de Shamouti Jaffa, aussi 'Iaffaoui Moghrabi' au Liban,
- 'Sukkari' ou 'Succari', en Égypte,

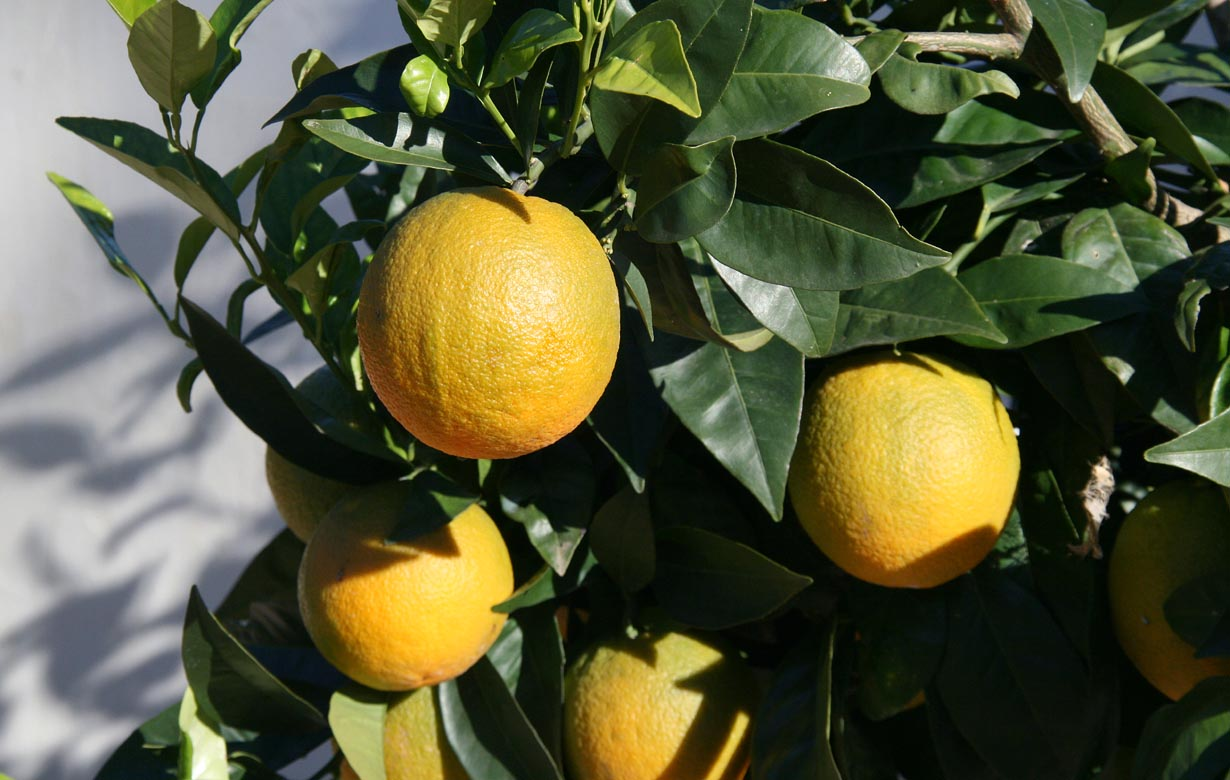
Orange Sucrena

- Orange Sucrena'Sucrena', 'Sucreña', Canamiel, Grano de Oro, Imperial de Malaga, Imperial Grano de Oro, Imperial, Miele, Puerto Rico, Real, Reina de España, Riqueza[19]. Les sans acidité espagnoles,
- 'Vainiglia' Espagne.', 'Vaniglia' (vanille), Italie réputée provenir de Sicile, en portugais Laranja Baunilha,
- 'Vaniglia' Sanguigno , cultivar moyen-oriental de Vaniglia à pulpe rose pigmentée par le lycopène[20], un autre mutant a été trouvé très juteux au Texas[21].